# Lambertville
Lambertville és una població dels Estats Units a l'estat de Nova Jersey. Segons el cens del 2008 tenia 3.741 habitants.

## Demografia
Segons el cens del 2000 Lambertville tenia 3.868 habitants, 1.860 habitatges, i 939 famílies. La densitat de població era de 1.321,6 habitants/km².
Dels 1.860 habitatges en un 18,3% hi vivien nens de menys de 18 anys, en un 40,3% hi vivien parelles casades, en un 7,8% dones solteres, i en un 49,5% no eren unitats familiars. En el 38,8% dels habitatges hi vivien persones soles el 10,8% de les quals corresponia a persones de 65 anys o més que vivien soles. El nombre mitjà de persones vivint en cada habitatge era de 2,06 i el nombre mitjà de persones que vivien en cada família era de 2,82.
Per edats la població es repartia de la següent manera: un 15,4% tenia menys de 18 anys, un 6,1% entre 18 i 24, un 32,4% entre 25 i 44, un 30,9% de 45 a 60 i un 15,2% 65 anys o més.
L'edat mediana era de 43 anys. Per cada 100 dones de 18 o més anys hi havia 93,2 homes.
La renda mediana per habitatge era de 52.647 $ i la renda mediana per família de 80.669 $. Els homes tenien una renda mediana de 47.313 $ mentre que les dones 40.369 $. La renda per capita de la població era de 36.267 $. Aproximadament el 4,5% de les famílies i el 5,9% de la població estaven per davall del llindar de pobresa.

## Poblacions properes
El següent diagrama mostra les poblacions més properes.